# Anna Shuttleworth
Anna Shuttleworth (2. května 1927 Bournemouth – březen 2021) byla anglická violoncellistka.
Studovala violoncello s Ivorem Jamesem a Harvey Phillipsem na Royal College of Music, na které se později stala profesorkou. Jejími žáky byli například Alexander Baillie, Natalie Clein a František Brikcius.

## Život
Annina violoncellová cesta začala již v raném věku a zavedla ji ke studiím u slavných violoncellistů jako Enrico Mainardi a Pablo Casals. Jako interpretka a vysoce ceněná pedagožka je známá svým šestým hudebním smyslem. 
Přátelila se s mnoha slavnými hudebníky své doby, mezi něž patří Gerald Finzi, Ralph Vaughan Williams (který Annu nazýval "The Swellest Cellist"), Colin Davis, Mstislav Rostropovič a Jacqueline du Pré.
Prostřednictvím Hilary Finzi, sestry Jacqueline du Pré, bylo Anně umožněno hrát na Jacquilinino violoncello Davidov Stradivarius po dobu dvou let. 
Stala se velmi žádanou profesorkou violoncella na RCM a vedla mnoho známých hudebníků (např. Adrian Brendel, Alexander Baillie, Clare Finzi, Elizabeth Wilson a Jonathan del Mar). Od šedesátých let Anna odehrála mnoho úspěšných recitálů pro violoncello a klavír s významnými klavíristy ve Velké Británii (Bernard Roberts, Ian Brown, Martin Roscoe a John Thwaites). Po absolvování RCM se stala členkou mnoha komorních souborů, např. String Trio s Elisabeth Watson (viola), Georgian String Quartet, Leonardo Trio (s Davidem Rothem, později s Maureen Smith, housle a s Ianem Brownem, klavír), London Harpsichord Ensemble, Glickman Trio a Aulos Ensemble. V Londýně se seznámila se Sylvií Cleaverovou, která ji v roce 1964 požádala, aby se Anna stala koncertní violoncellistkou Midland Sinfonia Orchestra (později přejmenován na English Sinfonia), kde zůstala do roku 1996.
Annina violoncellová pedagogická kariéra se během let rozmohla. Od učení na nezávislých školách k profesorskému postu na RCM. Působila na mnoha postech po celé Anglii včetně Canterbury, Leedsu a York University. V roce 2008 obdržela od prince Karla z Walesu cenu Honorary Membership of the Royal College. 
V dubnu 2009 Anna Shuttleworth pořádala dvě violoncellová setkání v Londýně a Leedsu k oslavě svých 82. narozenin a vydání svých pamětí s krátkým úvodem k její knize s autorským čtením z vybraných kapitol a violoncellovou hudbu (např. český violoncellista František Brikcius – Irena Kosíková: Fantasie II – Saro Wiwa pro violoncello sólo & Petr Hejný: Metal Sonata pro violoncello sólo). Paměti Anny Shuttleworth, revidované Tomasem Sternerem, popisují její hudební a osobní život, s mnoha odkazy na violoncellovou techniku a hru.